# Rotorua (Schiff, 1911)
Die Rotorua (II) war ein 1911 in Dienst gestelltes Passagierschiff, das ab 1923 von der neuseeländischen Reederei New Zealand Shipping Company, im Passagier- und Postverkehr zwischen Großbritannien und Australien eingesetzt wurde. Am 11. Dezember 1940 wurde die Rotorua von dem deutschen U-Boot U 96 westlich der Äußeren Hebriden im Nordatlantik versenkt, wobei 22 der 132 Menschen an Bord ums Leben kamen. Die Rotorua war das erste von U 96 versenkte Schiff.

## Das Schiff

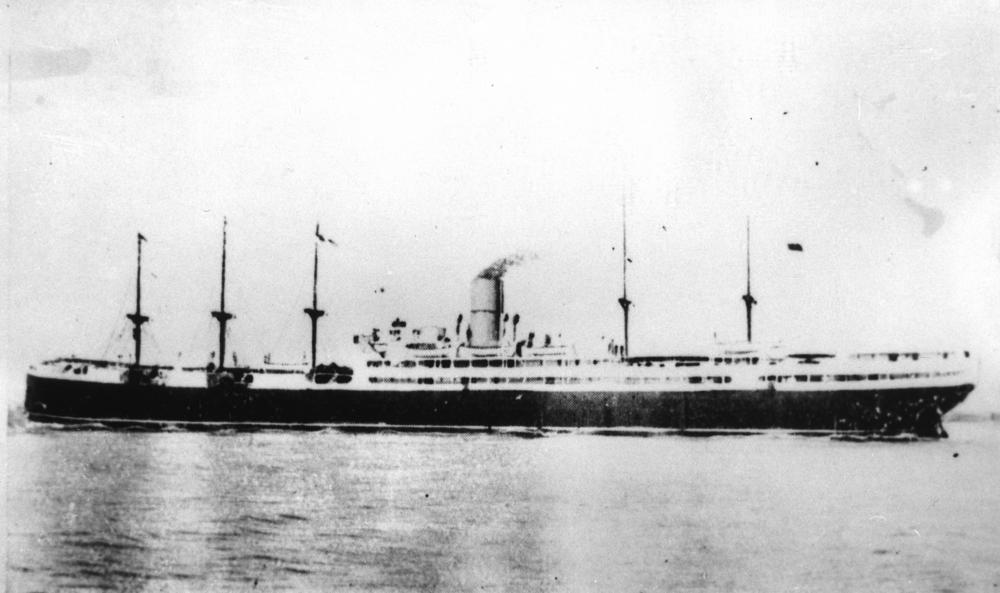
Die Rotorua (Backbordseite)

Das 10.890 BRT große Dampfschiff wurde für die 1895 gegründete neuseeländische Reederei Federal Steam Navigation Company (Federal Line) gebaut und entstand auf der Werft John Brown & Company im schottischen Clydebank. Das 165,8 Meter lange und 18,59 Meter breite kombinierte Passagier- und Frachtschiff lief am 27. April 1911 vom Stapel und wurde auf den Namen Shropshire getauft. Der aus Stahl gebaute Dampfer hatte einen Schornstein, fünf Masten und einen Doppelpropeller und konnte eine Höchstgeschwindigkeit von 14 Knoten erreichen.
Die Shropshire wurde für den Passagier- und Postverkehr nach Australien gebaut und konnte 131 Reisende in der Ersten, 270 in der Zweiten und weitere 270 in der Dritten Klasse unterbringen. Die Fertigstellung erfolgte im September 1911. Am 28. Oktober 1911 lief sie in Liverpool zu ihrer Jungfernfahrt via Kapstadt nach Adelaide, Melbourne, Sydney und Brisbane aus. Sie war so konzipiert, dass sie Adelaide nach einer Fahrt von 36 Tagen erreichen konnte. 1912 wurde die Kapazität der Ersten Klasse auf 66 Betten reduziert.
Nach Ausbruch des Ersten Weltkriegs wurde die Shropshire im August 1914 von der britischen Admiralität für den Dienst als Truppentransporter herangezogen und lief am 1. November 1914 in Albany nach England als Teil eines aus 38 australischen und neuseeländischen Schiffen bestehenden Geleitzugs aus, der von australischen und japanischen Kreuzern eskortiert wurde. 20 Tage später kollidierte sie mit der Ascanius der Blue Funnel Line. Am 6. August 1917 fiel das Schiff unter das Liner Requisition Theme. Am 2. Juli 1919 wurde die Shropshire aus dem Kriegsdienst entlassen. Zwischen 1919 und 1921 kam es zu insgesamt vier Bränden an Bord. Die Reparaturen fanden in Falmouth statt.
Ab Dezember 1921 wurde das Schiff runderneuert und wieder für den Passagierverkehr umgerüstet. Es wurde von Kohle- auf Ölverbrennung umgestellt. Zudem wurde die Zweite Klasse abgeschafft, sodass nur noch 131 Passagiere Erster Klasse und 270 Passagiere Dritter Klasse befördert wurden. Am 19. März 1923 wurde das Schiff in Rotorua umbenannt, um das gleichnamige Schiff zu ersetzen, das 1917 von dem deutschen U-Boot UC 17 versenkt worden war. Vier Tage später legte die Rotorua zu ihrer ersten Fahrt im Dienst der New Zealand Shipping Company von Southampton über Plymouth nach Wellington ab. 1933 wurden die Passagierunterkünfte erneut einer Veränderung unterzogen. Fortan konnten 400 Personen in der Touristenklasse befördert werden.
Am 1. Oktober 1936 ging die Rotorua vollständig in den Besitz der New Zealand Shipping Company über. Am 2. März 1937 wurde sie in Plymouth registriert. Im September 1939 wurde das Schiff erneut von der Admiralität als Truppenschiff angefordert und unter Kontrolle des Ministry of War Transport (MoWT) gestellt.

## Versenkung
Am Sonnabend, dem 26. Oktober 1940 lief die Rotorua unter dem Kommando von Kapitän Edgar Reginald Harrison Kemp (49) in Lyttelton (Neuseeland) via Panama nach Halifax aus. Von dort aus legte sie am 29. November 1940 als Teil des Geleitzugs HX-92 zur Überfahrt über den Nordatlantik nach Avonmouth ab. An Bord waren 132 Menschen, darunter 27 Army-Angehörige als Passagiere, mehrere Kanoniere sowie der Konvoikommodore, Rear-Admiral John Uniacke Penrose-Fitzgerald (52), ein Träger des Croix de guerre. Außerdem wurden 10.803 Tonnen Fracht mitgeführt, hauptsächlich eingefrorene Fleisch- und Milcherzeugnisse. Der Konvoi fuhr ohne Geleitschutz.
Am 11. Dezember 1940 wurde der Konvoi etwa 110 Seemeilen westlich von St. Kilda von U 96, einem deutschen U-Boot des Typs VII C unter dem Kommando von Kapitänleutnant Heinrich Lehmann-Willenbrock, gesichtet. U 96 beschoss den Konvoi ohne Vorwarnung. Um 15.12 Uhr wurde die Rotorua von einem G7e-Torpedo getroffen und sank nach 20 Minuten über das Heck (Position 58.56N 11.20W). 22 Menschen starben, darunter Kapitän Kemp, Rear-Admiral Fitzgerald, 15 Besatzungsmitglieder (darunter der Leitende Ingenieur sowie der Zweite und Vierte Offizier), zwei Kanoniere und drei Passagiere. Zwei Besatzungsmitglieder wurden gefangen genommen und am 29. Dezember in Lorient an Land gebracht.
Die Überlebenden wurden von den Trawlern Varanga und Ebor Wyke sowie dem Minenleger Alsey aufgenommen und nach Stornoway gebracht.